# 547
Năm 547 là một năm trong lịch Julius.